# جايسون جورج
جايسون جورج (بالإنجليزية: Jason Winston George)‏ (و. 1972 – م) هو ممثل، وعارض، وممثل تلفزيوني، من الولايات المتحدة الأمريكية، ولد في فيرجينيا بيتش، فيرجينيا.

## التعليم
تعلم في جامعة فرجينيا.

## وصلات خارجية
- جايسون جورج على موقع IMDb (الإنجليزية)
- جايسون جورج على موقع ألو سيني (الفرنسية)
- جايسون جورج على موقع أول موفي (الإنجليزية)
- جايسون جورج على موقع قاعدة بيانات الأفلام السويدية (السويدية)
- جايسون جورج على موقع إن إن دي بي (الإنجليزية)
- جايسون جورج على موقع قاعدة بيانات الفيلم (الإنجليزية)
- جايسون جورج على موقع كينوبويسك (الروسية)